# Gmina Degerfors
Gmina Degerfors (szw. Degerfors kommun) – gmina w Szwecji, w regionie Örebro, z siedzibą w Degerfors.
Pod względem zaludnienia Degerfors jest 214. gminą w Szwecji. Zamieszkuje ją 10 106 osób, z czego 48,78% to kobiety (4930) i 51,22% to mężczyźni (5176). W gminie zameldowanych jest 320 cudzoziemców. Na każdy kilometr kwadratowy przypada 26,21 mieszkańca. Pod względem wielkości gmina zajmuje 209. miejsce.